# استفتاء اليونان 2015
هو استفتاء عام عقد في 5 يوليو 2015 في اليونان حول قبول مقترحات الإنقاذ المالي التي قدمها الاتحاد الأوروبي وصندوق النقد الدولي والبنك المركزي الأوروبي. أعلن رئيس الوزراء أليكسس تسيبراس عن الاستفتاء في صباح يوم 27 يونيو 2015، وصادق عليه البرلمان في اليوم التالي. وفي إعلانه عن الاستفتاء وصف تسيبراس المقترحات المقدمة من المؤسسات سالفة الذكر بأنها «تخالف القواعد الاجتماعية والحقوق الأساسية الأوروبية»، وقال تسيبراس أنه واثق من أن
«الشعب اليوناني سيقول لا كبيرة ضد إنذار الدائنين».
في البرلمان اليوناني، أيد تنظيم الاستفتاء 178 نائبًا هم أعضاء تحالف اليسار الراديكالي وحزب اليونانيين المستقلين اليميني وحزب الفجر الذهبي الذي يصنف ضمن النازية الجديدة، بينما رفضه 120 نائبًا من الحزب الشيوعي وحزب الديمقراطية الجديدة وحزب باسوك الاشتراكي وباتومي الذي ينتمي للوسط، ولم يصوت نائبان اثنان.
من بعد الإعلان عن إجراء الاستفتاء على مقترحات الدائنين، اتخذت الحكومة اليونانية قرارات بإغلاق المصارف ووقف البورصة بعدما قام المواطنون بعمليات سحب كبيرة تحسبًا لانهيار مالي يصيب البلاد. ولغرض تأمين الاستفتاء، قامت الحكومة بتقليص الإجازات الممنوحة لموظفي القطاعين المدني والعسكري.
قبل إجراء الاستفتاء، قال رئيس منطقة اليورو يورن ديسلبلوم أن قرار رئيس الوزراء تسيبراس إجراء استفتاء حول مقترحات الدائنين «قرار محزن لليونان ويغلق الباب أمام مواصلة المحادثات». وأشار رئيس الحكومة الفرنسية مانويل فالس إلى أن «هناك خطر حقيقي» بمغادرة اليونان منطقة اليورو إذا صوت اليونانيون بلا في الاستفتاء المقرر. وقال أيضًا أنه «لا ينبغي انتقاد اللجوء للشعب من أجل ممارسة حقه الديمقراطي».
بعد إعلان نتيجة الاستفتاء تقدم وزير المالية يانيس فاروفاكيس باستقالته مشيرًا إلى أن مجموعة اليورو والشركاء لا تريد مشاركته في المفاوضات، ومضيفًا أنه يتحمل بفخر حقد الدائنين.

## وصلات خارجية
- ترجمة عربية لنص خطاب رئيس الوزراء اليوناني ألكسس تسيبراس معلنًا إجراء الاستفتاء، راقب. وصول في 30 يونيو 2015.